# Saint Seiya Shining Soldiers
Saint Seiya Shining Soldiers (聖闘士星矢 シャイニングソルジャーズ?, Seinto Seiya Shainingu Sorujāzu) è un videogioco per smartphone pubblicato da Bandai Namco Games nel febbraio 2020. Il gioco ripercorre le gesta dei Saints di Atena (conosciuti come I Cavalieri dello zodiaco in Italia) seguendo la storia dell'anime classico anni 80 e permettendo ai giocatori di utilizzare i propri cavalieri preferiti.

## Modalità di gioco
Saint Seiya Shining Soldiers è un GdR che utilizza un sistema di combattimento "command-based" 1vs1 che richiede lo sviluppo di strategie sempre diverse per poter avere la meglio sull'avversario. L'efficacia delle mosse varia a seconda dell'affinità del personaggio e dalla carica di cosmo che si è accumulata per la mossa utilizzata, accumulo che, al livello massimo, darà vita a effetti grafici che richiamano i videogiochi di Saint Seiya usciti per PS4.
Il gioco presenta una modalità storia, chiamata Cosmo Chronicle, dove rivivere le iconiche battaglie dei cavalieri dello zodiaco in PVE, e una modalità online in PVP dove sfidare giocatori da tutto il mondo. Ogni modalità è accompagnata dalle OST e dagli effetti sonori classici di Saint Seiya.
Saint Seiya Shining Soldiers permette di ottenere nuovi personaggi collezionando 100 frammenti di un cavaliere. Per farlo possiamo spendere una risorsa di gioco, chiamata Galaxy Stone, nei diversi banner nella sezione "summon", con percentuale diversa a seconda del personaggio. Ottenere frammenti in questo modo ci garantisce di avere il pg e di poterlo guidare in battaglia, dato che otterremo minimo 100 frammenti di un cavaliere. In alternativa si possono collezionare frammenti nel cosmo chronicle (se disponibile lo scenario del personaggio desiderato), fino ad accumularne 100. L'ultimo modo consiste nello scambiare le medaglie del PVP con frammenti del cavaliere reso disponibile durante la stagione di partite classificate

### Cosmo Chronicle
In questa modalità, rivivremo le gesta dei cavalieri di Atena in lotta contro il male. Ogni scenario consuma un determinato quantitativo di stamina, ricaricabile poi tramite mele (ottenibili come bonus per l'accesso al gioco o scambiando oggetti evento nell'apposito mercato di scambio) oppure spendendo Galaxy Stones.

### Training Area
Ogni giorno saranno disponibili scenari diversi che ci permetteranno di accumulare oggetti per potenziare i nostri cavalieri, dal livello di esperienza fino alla potenza delle tecniche speciali.

## Accoglienza
| Testata        | Versione | Giudizio |
| -------------- | -------- | -------- |
| Multiplayer.it | iOS      | 6.8/10   |
| MangaForever   | Tutte    | 6/10     |

Tommaso Pugliese di Multiplayer.it diede al gioco un punteggio di 6.8, trovandolo un RPG strategico di stampo tradizionale, che vantava di una grande fedeltà all'opera originale, con una grafica e un sonoro entrambi ottimi e la presenza di tanti personaggi e missioni, che però difettava nell'avere un gameplay deludente e poco profondo, le meccaniche legate all'online che portavano diversi problemi ed i meccanismi freemium poco apprezzabili.
Davide Landi di MangaForever lo valutò con un 6, reputandolo un titolo che nonostante il comparto grafico godibile, sembrava aver scelto una strada a metà tra strategico e action con il rischio è di scontentare i fan dell'uno e dell'altro genere.